# 해피 아워 (영화)
"해피 아워"(일본어: ハッピーアワー, 영어: Happy Hour)는 2015년 개봉한  일본의 드라마 영화이다. 하마구치 류스케가 감독과 공동각본을 맡았다.

## 출연진

### 주연
- 다나카 사치에 - 아카리 역
- 키쿠치 하즈키 - 사쿠라코 역
- 미하라 마이코 - 후미 역
- 카와무라 리라 - 준 역

### 조연
- 신 요시오 - 료스케 역
- 데무라 히로미 - 히나코 역
- 사카쇼 모토이 - 카자마 역
- 쿠가이 츠구미 - 요시에 역
- 타나베 야스노부 - 쿠리타 역
- 시부야 아야카 - 유즈키 역
- 후쿠나가 쇼코 - 미츠 역
- 이토 유이치로 - 카와노 역
- 토이노 아유무 - 요코 역
- 시이하시 레이나 - 코즈에 역

## 같이 보기
- 상영 시간순 영화 목록